# پی‌یر-اوگه اربر
پیر-اوگه اربر (فرانسوی: Pierre-Hugues Herbert‎؛ زادهٔ ۱۸ مارس ۱۹۹۱) یک تنیس‌باز اهل فرانسه است.